# Suazilandia
Suazilandia o Esuatini  (en suazi, Umbuso weSwatini; en inglés desde 2018, Kingdom of Eswatini; anteriormente llamado oficialmente Reino de Suazilandia, Kingdom of Swaziland en inglés) es un pequeño Estado soberano sin salida al mar situado en África Austral o del Sur, en las estribaciones orientales de los montes Drakensberg, entre Sudáfrica y Mozambique. Su territorio está organizado en cuatro distritos. Su capital está formada por dos ciudades: Mbabane, sede administrativa, y Lobamba, sede del poder real y legislativo. La ciudad más poblada es Manzini. Tiene una superficie de 17 364 km².
La población está conformada principalmente por la etnia suazi, y el idioma predominante es el siswati o suazi. Los suazis establecieron su reino a mediados del siglo XVIII bajo el liderazgo de Ngwane III. El país y la etnia toman sus nombres de Mswati II, un rey del siglo XIX cuyo mandato expandió y unificó el territorio suazi; los límites actuales se trazaron en 1881 durante el reparto de África. Después de la segunda guerra bóer, el reino se convirtió en un protectorado británico desde 1903 hasta su independencia en 1968.  El país sufre de la mayor incidencia de sida en el mundo.
El gobierno es una monarquía absoluta, la última de su tipo en el continente, dirigida por el rey Mswati III desde 1986. Las elecciones se llevan a cabo cada cinco años para determinar la mayoría de la Cámara de la Asamblea y del Senado. La constitución actual fue adoptada en 2005. Es un país en desarrollo y está clasificado como una economía de ingresos medianos bajos. Como miembro de la Unión Aduanera del África Austral (SACU) y del Mercado Común de África Oriental y Austral (COMESA), su principal socio comercial local es Sudáfrica; la moneda nacional, el lilangeni, está fijada al rand sudafricano. El país es miembro de la Mancomunidad de Naciones, la Organización de las Naciones Unidas y la Unión Africana.

## Toponimia
El nombre del país en español es Suazilandia, hispanización del nombre inglés Swaziland.  En abril de 2018, su nombre oficial en inglés cambió de Kingdom of Swaziland a Kingdom of Swatini, que refleja el nombre usado comúnmente en siswati.  Pese a que no tiene nombre oficial en español, algunos gobiernos han optado por llamarle Reino de Esuatini.

## Historia
Se han encontrado en territorio suazi yacimientos arqueológicos de hace más de 100 000 años. Las evidencias de una agricultura y del uso del hierro datan del siglo IV. Los pueblos nguni comenzaron a colonizar esta tierra desde mediados del siglo XV, quienes en el proceso migratorio que realizaron desde África Central hacia el sur, fueron dividiéndose en tribus, asentándose en distintos territorios y evolucionando en diferentes direcciones, dando origen a sus diferentes culturas: zulú, xhosa, suazi y ndebele.
Los suazis se separaron de los nguni en el sur de la actual provincia sudafricana de KwaZulu-Natal, donde se establecieron hasta que las luchas con los zulúes (liderados por el rey Shaka) los forzaron a huir hacia el noreste. Sobhuza I, jefe del clan Dlamini, reunió los restos de las tribus que Shaka había desestructurado —incluyendo desertores zulúes y los remanentes regionales de los bosquimanos—, y se estableció en el área central de la Suazilandia actual. Aquí los suazis continuaron con el proceso de expansión conquistando pequeñas tribus de habla sesoto y nguni, para aumentar el estado hoy llamado Suazilandia, situado en el nordeste de KwaZulu-Natal. Sobhuza I, muerto poco después de la derrota zulú por los bóeres (1839), legó a su hijo Mswati II la tarea de mantener unido a su pueblo, frente a la amenaza afrikáner.
En el transcurso de casi treinta años de resistencia, el pueblo tomó como propio el nombre de su rey, que instituyó un ejército permanente y estableció buenas relaciones con los colonos blancos, otorgándoles concesiones.

Suazilandia en un mapa de 1885.

En un principio, el país estuvo bajo el protectorado de Transvaal y, tras la guerra de los bóeres en 1906, estuvo bajo el protectorado de Gran Bretaña, bajo el Alto Comisariado de África del Sur. A partir de 1961, el cargo de alto comisario de África del Sur estuvo ejercido por el embajador del Reino Unido en la República de Sudáfrica.
Existían dos consejos: uno que representaba los intereses de los europeos atraídos por las minas de oro, estaño y de diamantes del país; y el Consejo Nacional Suazi, que defendía los de la población nativa. En 1963 se instituyó un consejo legislativo electivo que obtuvo la autonomía interna en 1967. El partido monárquico, Movimiento Nacional Imbokodvo, ganó todos los escaños y su líder, Makhosini, fue nombrado primer ministro.
El 6 de septiembre de 1968, Sobhuza II proclamó la independencia de Suazilandia. En las elecciones de 1972, el Movimiento Nacional Imbokodvo ganó por mayoría perdiendo solo tres escaños frente al Congreso de Liberación Nacional Ngwane, principal partido de la oposición.
En abril de 1973, Sobhuza II abolió la Constitución, prohibió los partidos políticos, y disolvió el Parlamento, reemplazándolo, en 1978, por una serie de asambleas tribales (Tinkhundla), un nuevo Parlamento (el Libandla), y un Liqoqo o Consejo Supremo.
Firmó un tratado de no agresión con Sudáfrica en febrero de 1982, llegando Suazilandia a defender públicamente a este país y a encarcelar a miembros del Congreso Nacional Africano.
Sobhuza II murió en agosto de ese mismo año, dejando al frente del país al príncipe Makhosetive y a su madrastra, la Reina Regente Dzeliwe. Bhekimpi Dlamini, representante de los tradicionalistas, fue nombrado primer ministro e hizo sustituir a la regente por Ntombi, viuda de Sobhuza y madre del Príncipe heredero.

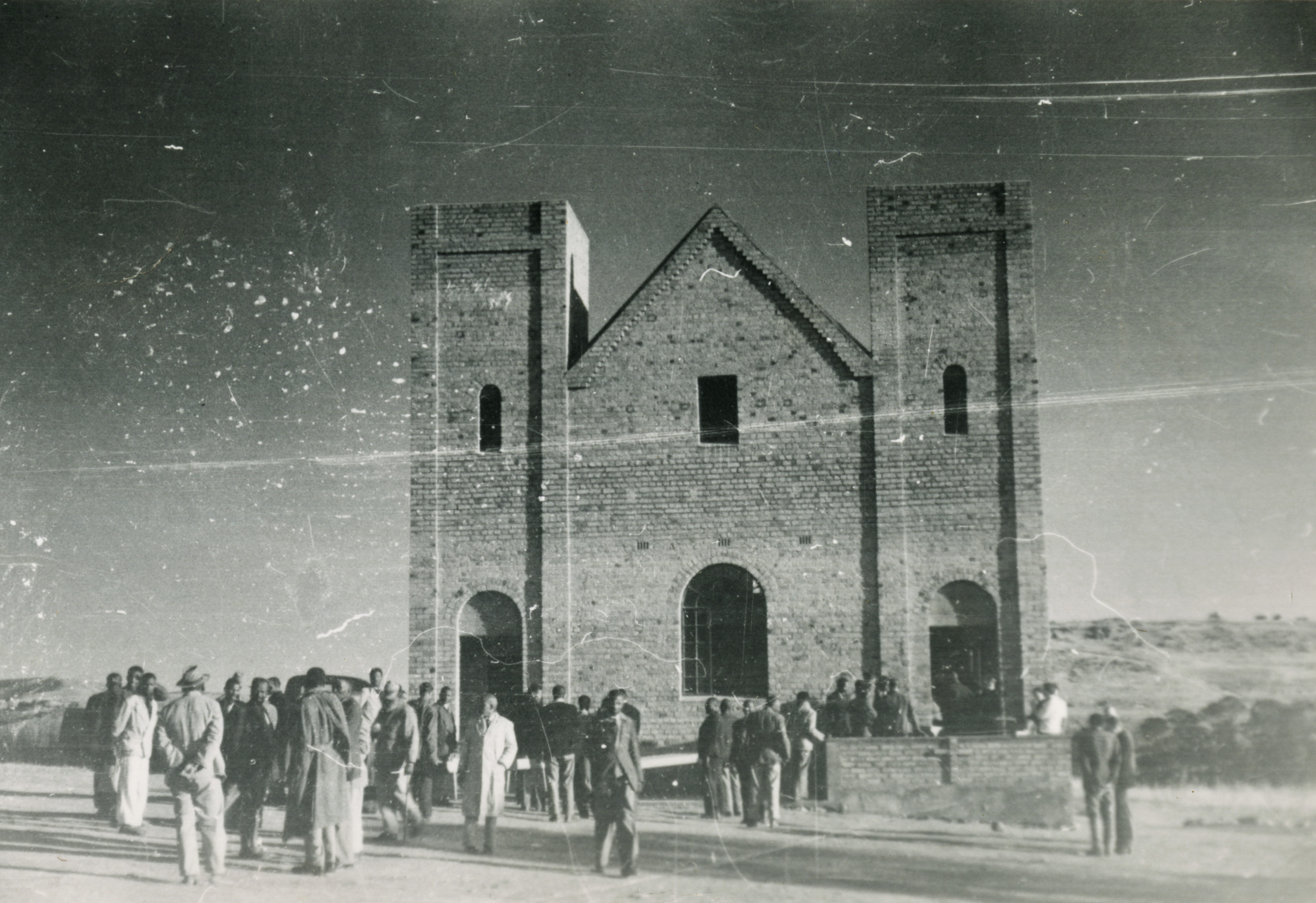
La nueva iglesia en Bether en 1930

Makhosetive fue coronado el 26 de abril de 1986 como Mswati III. Eliminó el Liqoqo, destituyó a Bhekimpi Dlamini, y disolvió el Parlamento convocando nuevas elecciones, estando únicamente legalizado el Movimiento Nacional Imbokodvo. Nombró un nuevo primer ministro (Sotsha Dlamini) en 1987, y otro (Obed Dlamini) en 1989.
Tras los cambios políticos en Sudáfrica, las demandas de libertades democráticas hacia el régimen cobraron nueva fuerza, hasta que en 1992, el Movimiento Popular Democrático Unido fue legalizado, y posteriormente en 1993 se celebraron elecciones nacionales.
Sin embargo, en las últimas elecciones legislativas en Suazilandia del 21 de octubre de 2003, los partidos políticos habían sido nuevamente ilegalizados, pudiendo solo ser elegidos aquellos ciudadanos no relacionados con ningún partido político.
A raíz de presiones internacionales, en 2001 se creó una comisión para dotar al país de una constitución tras la de 1968, que fue abolida en 1973. En mayo de 2003 y noviembre de 2004, fueron publicados los esbozos a fin de que se debatieran públicamente. Sin embargo, fueron seriamente criticados por organizaciones sociales civiles en Suazilandia, y organizaciones de derechos humanos en el exterior. En julio de 2005 la nueva constitución fue aprobada y en febrero de 2006 entró en vigor, a pesar de que aún sigue existiendo en el país un intenso debate sobre el tema.
El 19 de abril de 2018, el rey Mswati III anunció que el país dejaría de ser conocido por su nombre colonial, pasando a llamarse oficialmente Esuatini, que el gobierno español y la Unión Europea adaptaron, a la lengua española, como Esuatini. Una de las razones, es para marcar el 50.º aniversario de la independencia del país; aunque también, en parte, para evitar que el nombre del país fuese confundido con el de Suiza (en inglés, Switzerland).
Suazilandia sigue manteniendo disputas territoriales por la provincia sudafricana de KwaZulu-Natal.

## Gobierno y política

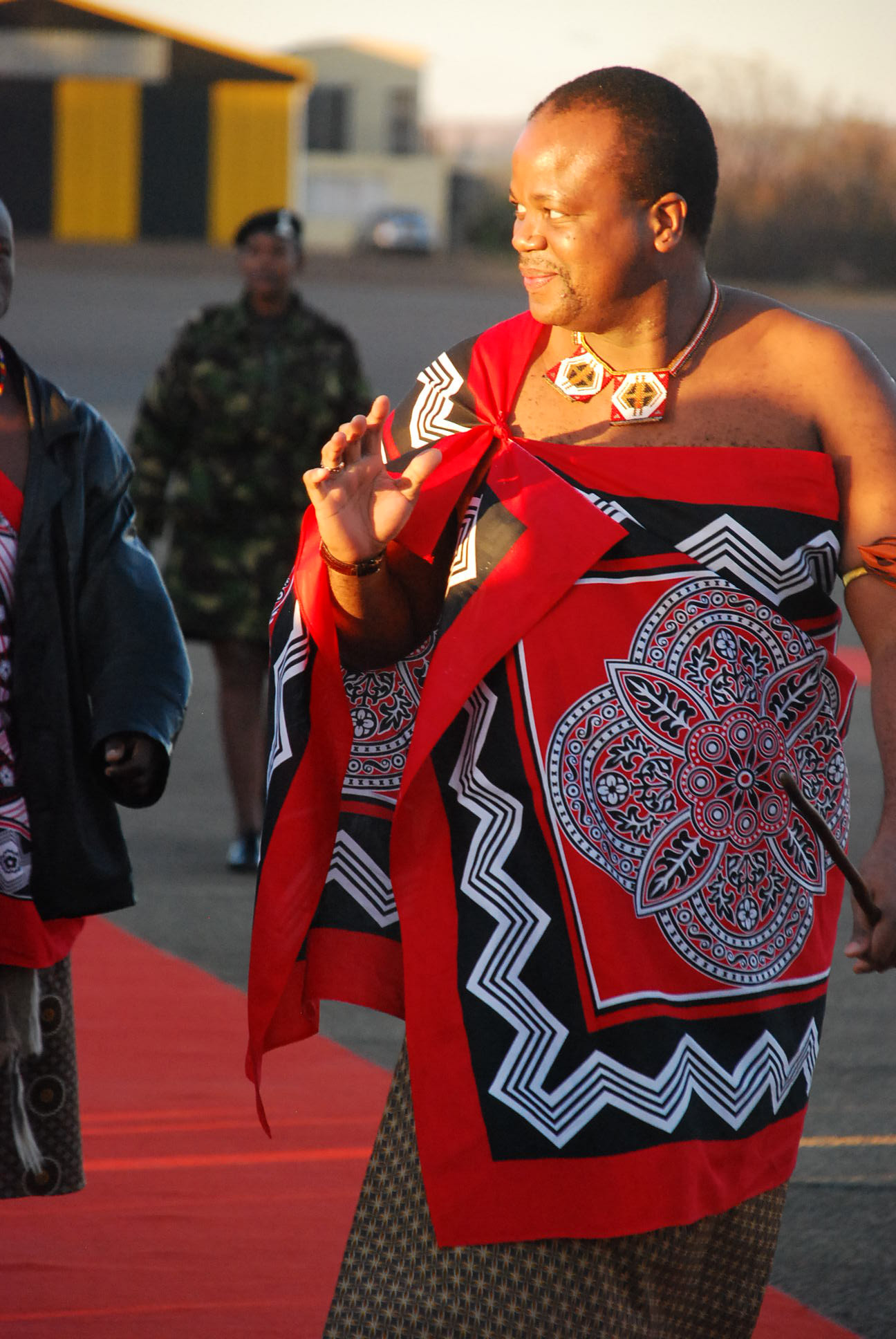
Mswati III es rey de Suazilandia desde 1986.

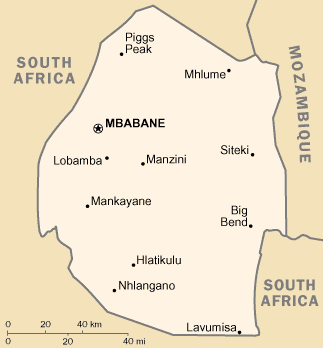
Mapa de Suazilandia.

El sistema de gobierno de Suazilandia consiste en una monarquía absoluta. El rey (Mswati III desde 1986) es el jefe de Estado y quien nombra a los ministros (incluyendo al primer ministro —jefe de Gobierno—). Ejerce simultáneamente tanto el poder ejecutivo como el legislativo. Tradicionalmente el rey gobierna junto a la Reina Madre o Indovuzaki (lit. Gran Elefanta), la cual es vista como una líder espiritual.
El Parlamento (Libandla) se limita a debatir las propuestas del Gobierno y a aconsejar al rey. Consta de una Cámara Alta o Senado (compuesto por veinte miembros nombrados por el rey y otros diez elegidos por la Asamblea) y una Cámara Baja o Asamblea (compuesta por diez miembros nombrados por el rey y otros cincuenta y cinco elegidos). Existen cincuenta y cinco tinkhundla que son un conjunto de circunscripciones electorales que nombran cada una un miembro de la Asamblea. Las elecciones se celebran cada cinco años en noviembre.
Los jueces del Tribunal Supremo y del Tribunal de Apelaciones son también nombrados por el rey.
Debido al régimen absolutista, la actividad de los partidos políticos se encuentra altamente limitada. Actualmente, la mayoría de los partidos políticos de Suazilandia se encuentran legalizados, tras una prohibición absoluta de actividad política desde 1973 hasta 1992. Sin embargo, las elecciones de 2003 se realizaron sin la presencia de ningún partido, debido a un decreto real. A pesar de la aparente apertura política impulsada por el rey —debido principalmente a presiones internacionales—, varios partidos políticos todavía se encuentran ilegalizados, existiendo incluso persecuciones políticas a aquellos miembros de los partidos antimonárquicos. Recientemente, Amnistía Internacional ha denunciado fuertes torturas por parte de la policía, llegando incluso a la muerte de uno de los detenidos.
Algunos de los principales partidos políticos son:
- Congreso de Liberación Nacional Ngwane (NNLC),
- Movimiento Popular Democrático Unido (PUDEMO),
- Partido Revolucionario Socialista Ngwane (NGWASOREP),
- Partido Comunista de Suazilandia (SWACOPA),
- Movimiento Nacional Sive Siyinqaba,
- Partido Unido Democrático Africano (AUDP),
- Partido Inhlava,
- Frente Nacional de Suazilandia (SWANAFRO),
- Partido Progresista Nacional de Suazilandia (SNPP).

La constitución de 1968 estuvo abolida desde 1973. Sin embargo, en julio de 2005 una nueva constitución fue aprobada, aunque su texto generó grandes protestas por parte de grupos de derechos humanos.
El rey Mswati III es frecuentemente criticado por vivir tan lujosamente en una nación afligida por la tasa de infección de VIH más alta del mundo. Su multitud de automóviles de lujo y los millones que ha gastado en restaurar las ostentosas mansiones de sus numerosas mujeres no son acordes con la realidad de un país en el cual aproximadamente el 34 % de la población activa se encuentra desempleada, de la cual casi el 70 % vive con menos de un dólar al día, y alrededor del 39 % de los adultos se encuentran infectados por VIH.

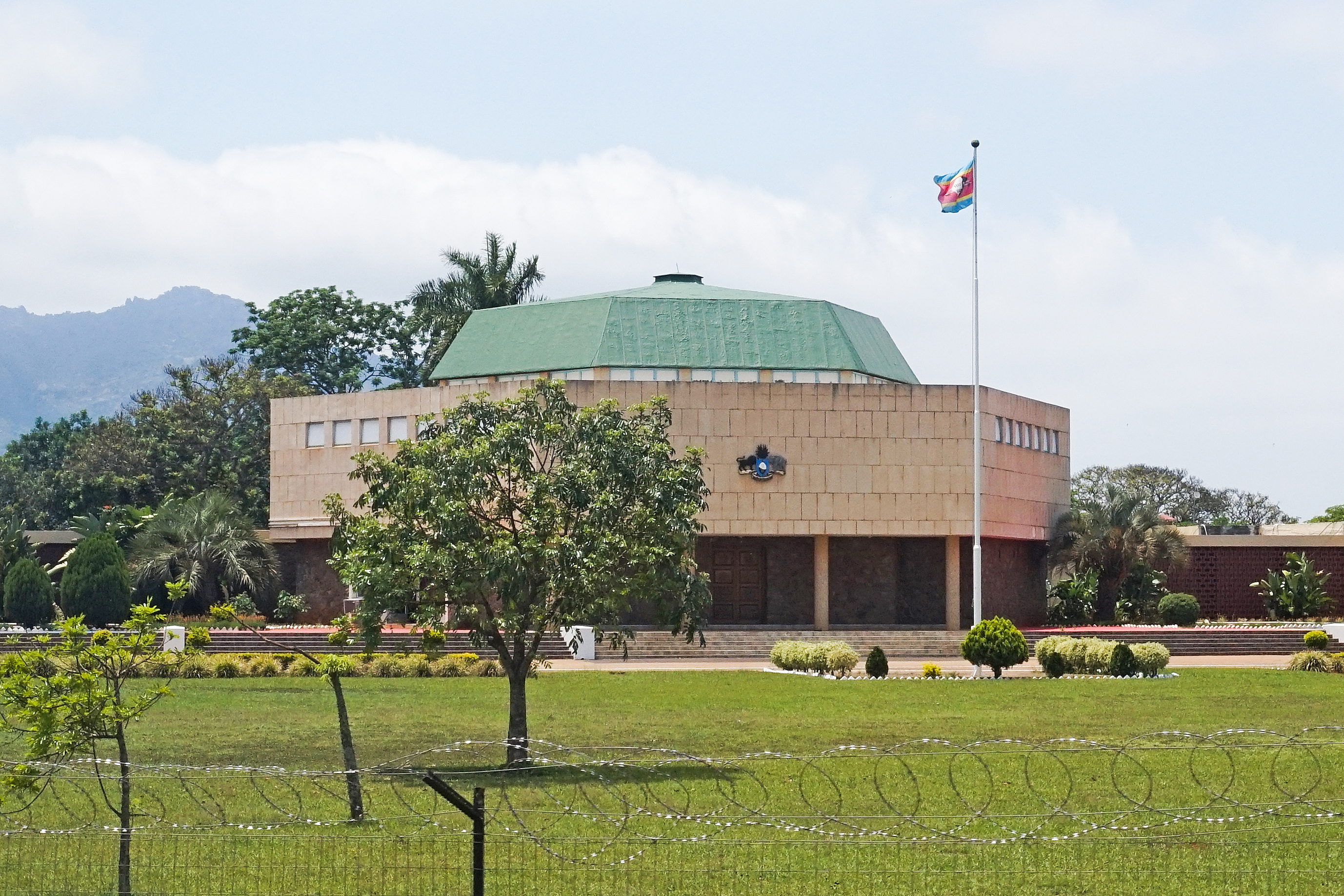
Parlamento de Esuatini

### Cultura política
Con la independencia de Esuatini, el 6 de septiembre de 1968, el país adoptó una constitución al estilo Westminster. El 12 de abril de 1973, el Rey Sobhuza II la anuló por decreto, asumiendo los poderes supremos en todos los asuntos ejecutivos, judiciales y legislativos. Las primeras elecciones no partidistas a la Asamblea Legislativa se celebraron en 1978, y se llevaron a cabo bajo la tinkhundla como circunscripciones electorales determinadas por el Rey, y establecieron un Comité Electoral nombrado por el Rey para supervisar las elecciones.
Hasta las elecciones de 1993, el voto no era secreto, los votantes no estaban registrados y no elegían directamente a los representantes. En su lugar, los votantes elegían a un colegio electoral pasando por una puerta designada para el candidato de su elección mientras los funcionarios realizaban el recuento[76]. Más tarde, en julio de 1996, el rey Mswati III nombró una comisión de revisión constitucional formada por jefes, activistas políticos y sindicalistas para estudiar las propuestas públicas y redactar propuestas para una nueva constitución.
Los borradores se publicaron en mayo de 1999 y noviembre de 2000. Fueron duramente criticados por las organizaciones de la sociedad civil de Suazilandia y las organizaciones de derechos humanos de otros países. En diciembre de 2001 se anunció la creación de un equipo de 15 miembros para redactar una nueva constitución; según los informes, varios miembros de este equipo eran cercanos a la familia real.

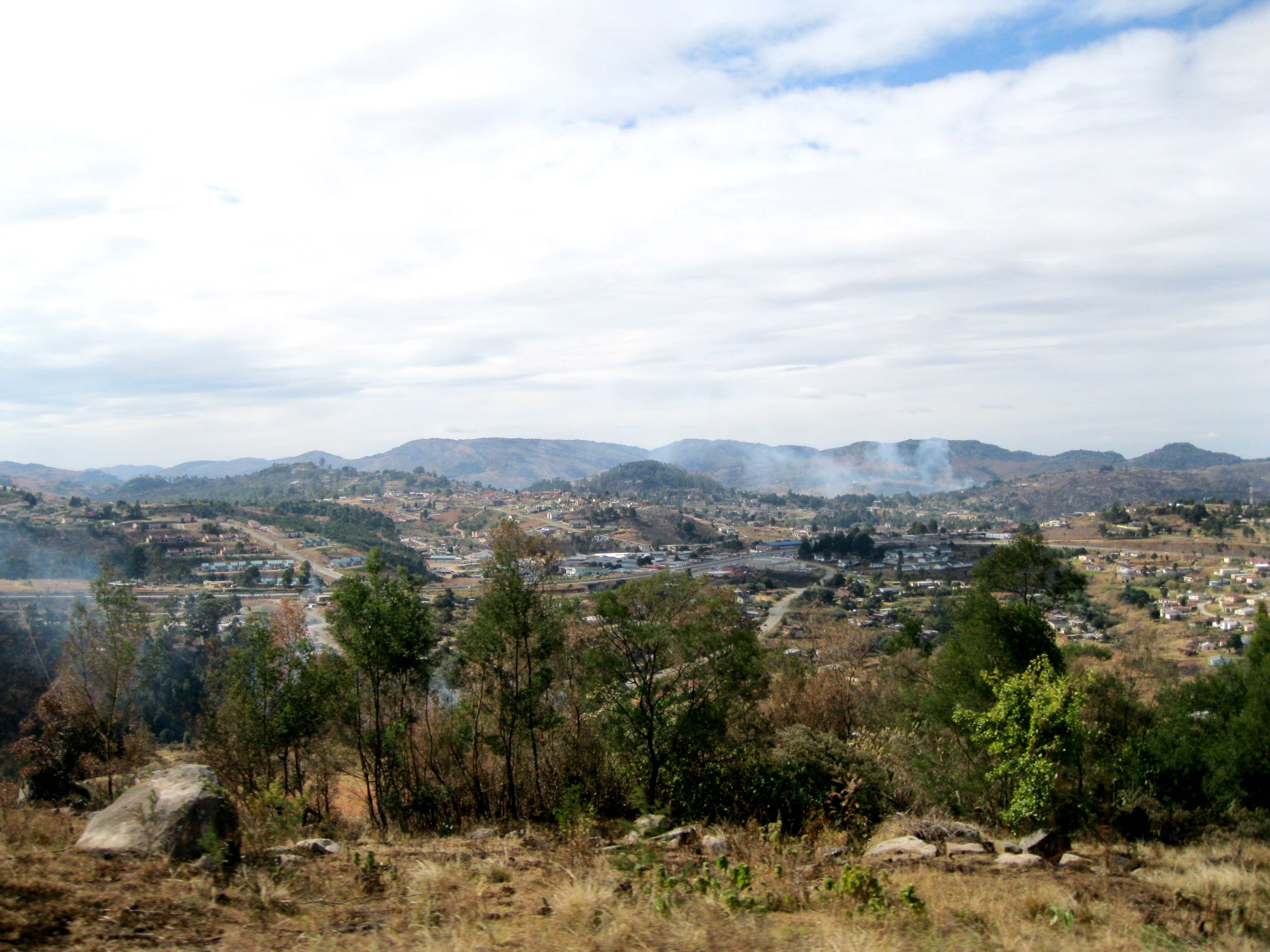
Babane es el centro político y económico de Esuatini

### Elecciones
El Parlamento de Suazilandia (o Libandla) es bicameral y consta de una cámara baja (la Asamblea) y una alta (el Senado). Algunos de los miembros de ambas cámaras son elegidos, mientras que el resto son nombrados por el Rey de Suazilandia. Las elecciones son secretas y se celebran por mayoría simple. Los miembros de ambas cámaras tienen un mandato de cinco años. Todos los candidatos se presentan sin afiliación política, ya que los partidos están prohibidos.
La Asamblea tiene 66 miembros, de los cuales 55 son elegidos en circunscripciones uninominales correspondientes a las tinkhundlas (comunidades tribales). 14 tinkhundlas se encuentran en el distrito de Hhohho, 11 en el de Lubombo, 16 en el de Manzini y 14 en el de Shiselweni. Los candidatos se designan primero en la tinkhundla. Los tres más votados pasan a las elecciones generales, en las que resulta elegido el candidato más votado. El Rey nombra a los otros diez miembros, de los que al menos la mitad deben ser mujeres. El 66.º miembro es el presidente de la Cámara, elegido fuera de ella. Si el porcentaje de mujeres es inferior al 30%, se puede elegir a un máximo de cuatro mujeres de las regiones administrativas.
La Cámara elige a diez de los 30 miembros del Senado, y el Rey nombra al resto. De ellos, al menos cinco de los diez y al menos ocho de los 20 deben ser mujeres. Sin embargo, según la base de datos de la Unión Interparlamentaria, en 2008 había 12 senadoras en lugar del mínimo estipulado de 13, y en 2013 sólo había diez.
Cada diputado debe tener al menos 18 años, ser ciudadano, estar inscrito en el censo electoral y "haber pagado todos los impuestos o haber hecho los trámites necesarios a satisfacción del Comisionado de Impuestos". Las inhabilitaciones son ser insolvente en virtud de cualquier ley sin haber sido "rehabilitado", no estar en su sano juicio, haber sido condenado a muerte o a más de seis meses de prisión por un delito en Suazilandia, ser miembro de las fuerzas armadas del país u ocupar o desempeñar un cargo público sin que se le haya concedido una excedencia para servir en el Senado, no estar cualificado para ser elector, estar inhabilitado por ley, ser declarado incompetente para ejercer un cargo público, estar vinculado a una empresa con un contrato gubernamental y no haber hecho la debida declaración en relación con el contrato, o ejercer o actuar en cualquier cargo relacionado con la celebración de cualquier elección o la compilación o revisión de cualquier registro electoral.
La Comisión de Elecciones y Límites es una autoridad independiente compuesta por un presidente, un vicepresidente y otros tres miembros, cuyas funciones incluyen supervisar el registro de votantes, garantizar unas elecciones justas y libres y revisar y determinar los límites de las tinkhundla. Los miembros son nombrados por un único mandato no superior a 12 años.
En septiembre de 2013, Gelane Zwane se presentó sin oposición y fue elegido presidente del Senado por tercera vez consecutiva. Ngomuyayona Gamedze fue elegido vicepresidente, también por tercera vez consecutiva. Seis de los elegidos por el rey Mswati III eran miembros de su familia.

Las elecciones han carecido de transparencia. Los resultados completos de las elecciones de 2018 y 2013 nunca se publicaron.  Durante las elecciones de 2023 en Suazilandia seguía sin haber partidos, por no haber legislación habilitante. 

### Política Exterior
Esuatini es miembro de las Naciones Unidas, la Mancomunidad de Naciones, la Unión Africana, el Mercado Común del África Oriental y Meridional y la Comunidad del África Meridional para el Desarrollo. Actualmente, el Reino de Esuatini mantiene 11 embajadas y Altas Comisiones junto con 15 consulados y otras representaciones en todo el mundo, mientras que en Esuatini hay cinco embajadas y Altas Comisiones, así como 14 consulados y otras representaciones.
Esuatini reconoció a la República de China (ROC) por encima de la República Popular China (RPC) el 16 de septiembre de 1968, y desde entonces ha mantenido relaciones diplomáticas formales con la ROC.
Esuatini es una de las 13 naciones que reconocen oficialmente a la ROC. En mayo de 2018, Burkina Faso pasó a reconocer a la República Popular China, poniendo fin así a los lazos diplomáticos con Taiwán, lo que convirtió a Esuatini en el último país africano en reconocer a la República de China (Taiwán) en lugar de a la República Popular China.
En la cumbre de 2018 del Foro de Cooperación China-África en Pekín, China declaró que "espera que para cuando se celebre la cumbre del Foro de Cooperación China-África en Pekín, podamos tener una imagen feliz de toda la familia", es decir, espera establecer relaciones diplomáticas con Suazilandia antes de que comience la cumbre.
El gobierno de Esuatini ha rechazado estas insinuaciones de la República Popular China. En respuesta, China ha aumentado las restricciones de visado a los suazis para obligar a Esuatini a establecer vínculos diplomáticos consigo misma. Declarando: "Sin relaciones diplomáticas, no hay beneficios comerciales". En respuesta a la presión china sobre Esuatini, Ou Jiang'an, director del Departamento de Información del Ministerio de Asuntos Exteriores de Taiwán, declaró: "La fea naturaleza del régimen chino y sus despreciables medios de represión son despreciables, y la opinión pública internacional debería disuadirlo".
Estados Unidos ayuda a Esuatini con una serie de iniciativas y programas contra el VIH/sida implementados a través de la Agencia de Estados Unidos para el Desarrollo Internacional (USAID), los Centros para el Control de Enfermedades (CDC), los Cuerpos de Paz, la Fundación para el Desarrollo Africano, el Departamento de Trabajo y el Departamento de Defensa. Además, Estados Unidos apoya el desarrollo de pequeñas empresas, la educación, la formación militar, el desarrollo institucional y de recursos humanos, el desarrollo agrícola y la creación de capacidad comercial.
Estados Unidos es también el mayor donante bilateral del Fondo Mundial, la principal fuente de financiación contra el VIH/sida de Esuatini. El Gobierno estadounidense envía cada año a unos 4 profesionales suazis a Estados Unidos, tanto del sector público como del privado, principalmente para cursar másteres, y a otros 5 para programas de visitantes internacionales de tres a cuatro semanas de duración.
En 1999 se establecieron relaciones diplomáticas entre Esuatini (llamada Suazilandia hasta 2018) y Rusia.
El 5 de septiembre de 1968, un día antes de que Esuatini se independizara del Reino Unido, la Unión Soviética envió un telegrama al gobierno suazi reconociendo al Reino, y ofreció establecer relaciones diplomáticas. En 1970, diplomáticos soviéticos acreditados en Mozambique viajaron a Esuatini de forma no oficial, y plantearon la cuestión del establecimiento de relaciones oficiales entre los países. El rey suazi Sobhuza II, presionado por el gobierno sudafricano, se negó a establecer dichas relaciones.
El 3 de mayo de 1995, el presidente ruso Boris Yeltsin promulgó un decreto presidencial por el que se ordenaba al Ministerio de Asuntos Exteriores ruso que preparase las notas necesarias para establecer relaciones diplomáticas con el Reino. El 19 de noviembre de 1999, la Federación Rusa y Esuatini establecieron oficialmente relaciones diplomáticas, cuando los embajadores de ambos países en Mozambique se reunieron en Maputo e intercambiaron notas diplomáticas.
En 2008, el comercio bilateral ascendió a aproximadamente 1 millón de dólares, frente a los 644.000 dólares de 2007.
Hasta 2009, 20 ciudadanos suazis han recibido educación superior en Rusia en el marco de un programa de becas del gobierno ruso.

### Policía
La aplicación de la ley en Esuatini es responsabilidad principalmente del Real Servicio de Policía de Esuatini (REPS; suazi: Silihawu Lembube NeSive), que supervisa la seguridad interna y el control de fronteras y aduanas, y de los Servicios Correccionales de Su Majestad (HMCS), encargados del mantenimiento y vigilancia de las prisiones. Se calcula que alrededor del 35% de los empleados del Gobierno de Esuatini trabajan en los servicios de seguridad. El país forma parte de INTERPOL desde octubre de 1975 y la organización tiene una oficina en la capital de Esuatini, Mbabane.
Fundada en 1907, cuando el territorio estaba bajo dominio británico, la Real Fuerza de Policía de Suazilandia estaba compuesta inicialmente por 22 funcionarios europeos junto con 125 zulúes africanos, bajo el mando del Capitán C.H. Gibson. En 1927 se creó una escuela de formación policial en Mbabane y en 1965 se construyó una moderna escuela de formación en Matsapha. Durante las celebraciones de la independencia en 1968, el rey Sobhuza II la rebautizó como Servicio Real de Policía de Suazilandia, siendo el documento legal que estableció la organización la Ley de Policía n.º 29/1957.

Tanto el RSPS como el HMCS están bajo el mando directo del Rey de Esuatini, que ejerce de comandante en jefe tanto de las fuerzas armadas de Esuatini como de las fuerzas del orden. El RSPS forma parte formalmente de la oficina del primer ministro de Esuatini, pero el jefe del servicio, el Comisario de Policía, responde directamente ante el Rey, que es el comandante en jefe de la policía.
El mando ejecutivo de la RSPS, a cargo del Comisario de Policía y dos subcomisarios, tiene su sede en Mbabane, mientras que existen cuatro departamentos regionales de policía. Subordinados a las cuatro jefaturas regionales hay 23 comisarías, 22 puestos de policía y 12 puestos fronterizos, así como un puesto de vigilancia de la seguridad aeroportuaria. También hay una unidad de apoyo y una escuela de policía subordinadas al mando ejecutivo. El HCMS consta de catorce oficinas, incluida la escuela de formación y la sede central.

### Fuerza de Defensa
La Fuerza de Defensa de Eswatini es la fuerza militar de Suazilandia. Se ha utilizado principalmente durante las protestas internas, con algunas tareas fronterizas y aduaneras. El ejército nunca ha estado involucrado en un conflicto extranjero. El rey es el comandante en jefe de la fuerza de defensa y el ministro de Defensa. Hay aproximadamente 3.000 efectivos en la fuerza de defensa, siendo el ejército de tierra el componente más grande. Hay una pequeña fuerza aérea, que se utiliza principalmente para transportar al rey, así como carga y personal, inspeccionar el terreno con funciones de búsqueda y rescate, y movilizarse en caso de una emergencia nacional.

### Derechos Humanos
Esuatini, la última monarquía absoluta que queda en África, fue calificada por Freedom House de 1972 a 1992 como "parcialmente libre"; desde 1993, se considera "no libre". Durante estos años, la calificación de Freedom House para "Derechos Políticos" ha bajado de 4 a 7, y la de "Libertades Civiles" de 2 a 5. Los partidos políticos están prohibidos en Esuatini desde 1973  Un informe de Human Rights Watch de 2011 describió el país como "en medio de una grave crisis de gobernabilidad", señalando que "años de gastos extravagantes por parte de la familia real, indisciplina fiscal y corrupción gubernamental han dejado al país al borde del desastre económico". 
En 2012, la Comisión Africana de Derechos Humanos y de los Pueblos (CADHP) criticó duramente la situación de los derechos humanos en Esuatini e instó al Gobierno suazi a cumplir sus compromisos con el derecho internacional en materia de libertad de expresión, asociación y reunión. HRW señala que, debido a una tasa de desempleo del 40% y a los bajos salarios que obligan al 80% de los suazis a vivir con menos de 2 dólares al día, el gobierno ha estado sometido a una "creciente presión por parte de activistas de la sociedad civil y sindicalistas para que aplique reformas económicas y abra el espacio para el activismo civil y político" y que se han producido decenas de detenciones "durante las protestas contra la mala gobernanza del gobierno y su historial en materia de derechos humanos".
Los problemas de derechos humanos en Esuatini incluyen, según un informe de 2011 del Departamento de Estado de EE.UU, ejecuciones extrajudiciales por parte de las fuerzas de seguridad; asesinatos colectivos; uso policial de la tortura, palizas y fuerza excesiva contra los detenidos; impunidad policial; detenciones arbitrarias y prolongadas prisiones preventivas; injerencias arbitrarias en la intimidad y el hogar; restricciones a las libertades de expresión y prensa y acoso a periodistas; restricciones a las libertades de reunión, asociación y circulación; prohibiciones de la actividad política y acoso a activistas políticos; discriminación y violencia contra las mujeres; abusos a menores; trata de personas; discriminación social contra miembros de la comunidad de lesbianas, gais, bisexuales y transexuales (LGBT); discriminación contra ciudadanos mestizos y blancos; acoso a dirigentes sindicales; restricciones a los derechos de los trabajadores; y trabajo infantil en Esuatini
En agosto de 2011, el Fondo Monetario Internacional instó al gobierno de Esuatini a aplicar reformas fiscales para hacer frente a su crisis cada vez más profunda. Ese mismo mes, Sudáfrica acordó prestar a Esuatini 355 millones de dólares a condición de que instituyera reformas políticas y económicas. Las condiciones fueron rechazadas.
Amnistía Internacional señaló en 2011 que la Constitución suazi prevé la creación de una Comisión de Derechos Humanos y Administración Pública. Dicha comisión fue nombrada en 2009, pero funciona "en ausencia de una ley estatutaria que la habilite", lo que le impide "desempeñar eficazmente su mandato y sus obligaciones".
Las organizaciones más activas en materia de derechos humanos en Esuatini son el Grupo de Acción contra los Abusos de Esuatini, Abogados por los Derechos Humanos de Esuatini, Mujeres y Derecho en África Austral, el Consejo de Iglesias de Esuatini y la Iglesia Católica Romana. Estos y otros grupos suelen poder actuar sin restricciones, pero el gobierno rara vez responde a sus aportaciones. El gobierno suele cooperar con la ONU y otros organismos internacionales.
En 2011, según Human Rights Watch, se intensificó el acoso y la vigilancia de las organizaciones de la sociedad civil por parte de la policía, y los activistas fueron "arrestados, detenidos y juzgados en virtud de la legislación de seguridad" y acusados de traición y otros delitos. "Los activistas de la sociedad civil y los críticos con el gobierno han denunciado un aumento de los incidentes de acoso, registros e incautación de material de oficina, así como la vigilancia de las comunicaciones electrónicas, las llamadas telefónicas y las reuniones por parte de las autoridades", señaló HRW, que añadió que los activistas a menudo son sometidos a fuerza excesiva, tortura y otros malos tratos, y que no existe "un órgano independiente de investigación de denuncias... para las víctimas de abusos policiales".

## Organización territorial
|  |  | Suazilandia está dividida en cuatro distritos; estos a su vez se dividen en 55 tinkhundla, y estos en Imiphakatsi: 1. Hhohho 2. Lubombo 3. Manzini 4. Shishelweni |

## Geografía
Suazilandia se divide en cuatro regiones geográficas diferenciadas, de oeste a este:
- El Highveld o High Veld (Alto Veld), con una altitud media de 1300 metros, corresponde a las estribaciones de los Montes Drakensberg de Sudáfrica.
- El Middleveld o Middle Veld (Medio Veld), con 700 metros de altura media, ocupa el 26 % del territorio. Es una región de colinas y valles fértiles.
- El Lowveld o Low Veld (Bajo Veld), de 200 metros de media, es una zona insalubre y seca.
- La Cordillera Lebombo, de 600 metros de altura media, es una zona relativamente aislada al este del país.

Los ríos más importantes que riegan el país son: el Usutu, el Ingwavuma y el Komati. La cota más alta es el monte Emlembe, con 1862 metros, y la más baja se encuentra en el Río Usutu, a 21 metros sobre el nivel del mar.
Con 70 000 habitantes, la capital Mbabane es la segunda ciudad más poblada. Otras ciudades importantes son: Manzini, Lobamba (capital administrativa), Siteki, Nhlangano y Piggs Peak.

A pesar de ser un país muy pequeño, tiene una gran variedad climática. Al oeste, el Highveld tiene un clima subtropical con precipitaciones que superan los 1000 mm (1 kl/m²) anuales. Hacia el este tiene un clima tropical semiárido. La región centrooriental (el Lowveld) es la zona más seca, con unos 600 mm al año de lluvia.

### Ecología y Biodiversidad
WWF divide Suazilandia entre tres ecorregiones, de oeste a este:
- Pradera montana de los Drakensberg
- Sabana arbolada de mopane del Zambeze
- Selva mosaico costera de Maputaland

Esuatini cuenta con una serie de zonas de conservación formales e informales que protegen la rica diversidad biológica del país. Estas zonas comprenden aproximadamente el 5% de la superficie del país. Esuatini cuenta con más de 820 especies de vertebrados y más de 2.400 especies de plantas, muchas de ellas endémicas. La degradación del suelo y su conversión a otros usos son las principales amenazas para la biodiversidad, como la agricultura de plantación (legal e ilegal), la tala de arbustos, la propagación de plantas exóticas e invasoras y la explotación insostenible de los recursos.
Esuatini es signataria del Convenio sobre la Diversidad Biológica, la Convención sobre el Comercio Internacional de Especies Amenazadas de Fauna y Flora Silvestres (CITES) y la Convención Marco de las Naciones Unidas sobre el Cambio Climático. Tres son los principales ministerios responsables de la gestión de la biodiversidad nacional: la Comisión Nacional Fiduciaria de Esuatini, la Autoridad Medioambiental de Esuatini y el Ministerio de Agricultura y Cooperativas. Además, Big Game Parks, una entidad privada, se encarga de la gestión de la Ley de Caza, que controla la fauna salvaje y la CITES.
Hay 6 áreas protegidas formales y más de 10 informales en el país. Las zonas oficiales son: Reserva Natural de Malolotja, Reserva Natural de Mantenga, Reserva Natural de Mlawula, Santuario de Fauna de Mlilwane y Reserva de Caza de Mkhaya, y el parque nacional Real de Hlane. Además, hay muchas reservas naturales privadas y comunitarias, así como algunas con estructuras de gobierno mixtas. Entre ellas están: Dombeya Game Reserve, Mbuluzi Game Reserve, Shewula Nature Reserve, Phophonyane Falls Nature Reserve, Royal Jozini, IYSIS (Inyoni Yami), Ngwempisi Wilderness, Sibebe y otras. Hay otras entidades que practican la conservación secundaria o terciaria, así como dos centros de conservación: el Mhlosinga Conservancy y el Lubombo Conservancy. Otras son: la Sociedad de Historia Natural de Esuatini y la Asociación de Ganaderos de Caza de Esuatini.
De 2014 a 2021, Esuatini participó en el proyecto de Fortalecimiento del Sistema Nacional de Áreas Protegidas o "Strengthening the National Protected Areas System" (SNPAS). En un esfuerzo por ampliar el espectro de áreas elegibles para el apoyo a la conservación (que practican una gestión de conservación de buena fe), el Programa de las Naciones Unidas para el Desarrollo (PNUD) estableció en 2018 una nueva categoría para las áreas de conservación informales, o no declaradas oficialmente. Estas se denominan ahora OECM, u Otras Medidas de Conservación Eficaces. El Proyecto SNPAS adoptó esta terminología OECM y comenzó a certificar áreas de conservación informales en Esuatini en 2021.
Se sabe que hay 507 especies de aves en Esuatini, incluidas 11 especies amenazadas a nivel mundial y cuatro especies introducidas, y 107 especies de mamíferos nativos de Esuatini, incluido el rinoceronte negro del centro sur, en peligro crítico, y otras siete especies en peligro o vulnerables. Esuatini es rica en aves, como buitres dorsiblancos, cabeciblancos, lapones y buitres del Cabo, rapaces como águilas marciales, bateleles y águilas crestadas, y el lugar de nidificación más meridional de la cigüeña marabú.

### Clima
Esuatini se divide en cuatro regiones climáticas: Highveld, Middleveld, Lowveld y la meseta de Lubombo. En general, llueve sobre todo durante los meses de verano (de diciembre a marzo), a menudo en forma de tormentas. El invierno es la estación seca. Las precipitaciones anuales son más abundantes en el Highveld, al oeste, entre 1.000 y 2.000 mm. Cuanto más al este, menos llueve, y en el Lowveld se registran entre 500 y 900 mm anuales. Las variaciones de temperatura también están relacionadas con la altitud de las distintas regiones. La temperatura del Highveld es templada y rara vez resulta incómoda, mientras que el Lowveld puede registrar temperaturas cercanas a los 40 °C (104 °F) en verano.
Las temperaturas medias en Mbabane, según la estación:
| Primavera | Septiembre-octubre | 18 °C (64.4 °F) |
| Verano    | Noviembre-marzo    | 20 °C (68 °F)   |
| Otoño     | Abril-mayo         | 17 °C (62.6 °F) |
| Invierno  | Junio-agosto       | 13 °C (55.4 °F) |

El Gobierno de Esuatini ha expresado su preocupación por el hecho de que el cambio climático agrave los problemas sociales existentes, como la pobreza, la alta prevalencia del VIH y la inseguridad alimentaria, y limite drásticamente la capacidad de desarrollo del país, según la Visión 2022. Por ejemplo, la sequía de 2015-16 redujo la exportación de azúcar y concentrado de refrescos (la mayor exportación económica de Esuatini). Muchas de las principales exportaciones de Esuatini son productos agrícolas en bruto y, por tanto, vulnerables a un clima cambiante.
Las precipitaciones varían considerablemente de un año a otro, lo que puede dar lugar a periodos de inundaciones repentinas o de sequía. La sequía es una característica inherente al actual clima semiárido de Esuatini. 
La evolución de las precipitaciones en el país apunta a una disminución del número de días de lluvia, lo que repercute en la intensidad de las precipitaciones y en la duración de los periodos de sequía.
Aparte de los cambios en las precipitaciones totales o medias de verano, algunas características intraestacionales de las precipitaciones estacionales, como el inicio, la duración, las frecuencias de los periodos de sequía y la intensidad de las precipitaciones, así como el retraso del inicio de las precipitaciones, han cambiado en el país. Los registros pluviométricos disponibles entre 1970 y 2010 indican un aumento de la variabilidad pluviométrica interanual en los periodos posteriores a 1970, con un incremento de la duración media de los periodos de sequía.
La precipitación anual es una de las condiciones climáticas fundamentales para la agricultura de secano y la productividad ganadera. La disminución prevista puede determinar si ciertos cultivos o prácticas agrícolas siguen siendo viables, y si la menor disponibilidad de agua puede requerir un cambio hacia cultivos más resistentes a la sequía o si los agricultores se ven obligados a reorientar sus inversiones hacia el regadío. Los cambios en las precipitaciones proporcionan una base fundamental para comprender qué otros factores pueden llegar a ser importantes, como los intervalos temporales entre los distintos episodios de precipitaciones, la disponibilidad de agua durante los momentos críticos del ciclo estacional o la intensidad de los distintos episodios de precipitaciones. A medida que aumentan las temperaturas, las tendencias locales de las temperaturas máximas diarias pueden ofrecer información sobre los umbrales superiores de determinados cultivos, lo que podría traducirse en cambios en los rendimientos.

## Economía
La balanza comercial de Suazilandia es deficitaria; exporta principalmente productos agrícolas (85 % de las ventas totales), como azúcar, madera y productos derivados, cítricos, algodón y carne.
Tras la independencia del país, se ha realizado una renovación agraria dentro del marco tradicional, sin intensificar la explotación del suelo o introducir cultivos nuevos, ya que no obliga a ello la presión demográfica, y también debido al aporte en la renta nacional de las emigraciones estacionales a Sudáfrica.
Dentro del sector industrial destacan las plantaciones azucareras y las fábricas madereras. Se calculan unas reservas de 250 millones de toneladas de hulla. Existen yacimientos de diamantes en el noreste del país, que se exportan desde 1984.
Económicamente, cabe destacar una dependencia de Sudáfrica, que es el destino del 85 % de las exportaciones, y origen del 35 % de las importaciones. Proporciona el 66 % de la energía eléctrica y fuertes entradas de divisas, gracias al turismo y a un acuerdo aduanero.
Suazilandia es principalmente rural y tiene al 63% de su población por debajo del umbral de pobreza, Un círculo económico de 15 000 empresarios se lleva la mayor parte de la riqueza del país. Este círculo incluye a inversores sudafricanos que vinieron a Suazilandia para encontrar una mano de obra tres veces más barata y a un grupo de empresarios blancos que heredaron de los colonos británicos. Empresas extranjeras implantadas en el país, como Coca-cola, se benefician de una tasa impositiva muy baja. Los servicios públicos están muy poco desarrollados.
Sin embargo, el cultivo de la caña de azúcar, el principal recurso del país, esclaviza a una parte de la población: desalojos forzosos de comunidades rurales para desarrollar plantaciones, trabajo infantil, semanas de trabajo de hasta 60 horas, etc. La Confederación Sindical Internacional denuncia "condiciones de trabajo duras e insalubres, salarios miserables y represión violenta de cualquier intento de sindicalización".

## Transporte
El transporte público es el principal medio de transporte en Esuatini. La propiedad de automóviles es baja, con 89 coches por cada 1.000 habitantes (2014). La Red Nacional de Carreteras cuenta con 1.500 km de carreteras principales y 2.270 km de carreteras comarcales.
Hay un total de 3.594 km de carreteras de las cuales están asfaltadas: 1.078 km y sin asfaltar: 2.516 km (2002)
Entre su red de carreteras, las principales son:MR1 Mbabane - Piggs Peak - Jeppes Reef, frontera con Sudáfrica; MR3 Ngwenya, frontera con Sudáfrica - Mbabane - Manzini - Hlane - Lomashasha, frontera con Mozambique. Es la carretera más importante; R8 Manzini - Big Bend - Lavumisa, frontera con Sudáfrica; MR9 Manzini - Nhlangano - Mahamba, frontera con Sudáfrica.; MR11 Nhlangano - Lavumisa, frontera con Sudáfrica; MR19 Mbabane - Nertson, frontera con Sudáfrica.
La carretera MR3 también incluye un tramo, que va desde el paso fronterizo de Ngwenya, pasa por Mbabane y llega hasta Manzini, con 4 carriles y se ha acondicionado como autopista. Este tramo de autopista tiene una longitud de 56 km.
Eswatini Railways (ESR), anteriormente conocida como Swaziland Railway o Swazi Rail, es la empresa nacional de ferrocarriles de Esuatini.
Como en el resto del sur de África, el sistema ferroviario de Esuatini, de 301 kilómetros (187 mi), está construido con la vía estrecha del Cabo, de 1.067 mm (3 pies 6 pulgadas). ESR sólo presta servicio de transporte de mercancías, no de pasajeros.
El sistema ferroviario de ESR se utiliza para conectar el país, sin salida a ningún océano con el mar. El enlace este-oeste, llamado línea Goba, va desde Matsapha (cerca de Manzini), pasando por Sidvokodvo, Phuzumoya y Mpaka, hasta Goba, en Mozambique. Desde Goba, una línea de Mozambique Ports and Railways conecta con los puertos de Matola y Maputo. Swazi Rail también tiene dos conexiones con Sudáfrica: un enlace norte de Mpaka a Komatipoort en Mpumalanga por la vía férrea Pretoria-Maputo, y un enlace sur de Phuzumoya a Golela en KwaZulu-Natal, desde donde la red Transnet conecta con los puertos de Richards Bay y Durban.
En 1902, la administración británica de Esuatini acordó con la administración portuguesa de Mozambique la construcción de una línea ferroviaria de Lourenço Marques (actual Maputo) a Esuatini. En 1905 se inauguró el tramo mozambiqueño hasta Goba, pero la línea no continuó al otro lado de la frontera. En 1927, el ferrocarril de Zululand, en Sudáfrica, llegó hasta Golela, en la frontera sur de Esuatini. El desarrollo de la mina de Ngwenya en la década de 1960 dio un nuevo impulso a la construcción de ferrocarriles en Esuatini. Entre 1961 y 1964 se construyó la línea este-oeste de Goba a Matsapha y de ahí a Ngwenya. La explotación minera de Ngwenya cesó en 1980, y el ferrocarril más allá de Matsapha fue abandonado.
La Guerra de Independencia de Mozambique y la posterior Guerra Civil mozambiqueña perturbaron el comercio suazi a través de los puertos mozambiqueños, y en 1977 los Ferrocarriles Sudafricanos acordaron la construcción de un enlace desde la cabeza de ferrocarril de Golela hasta la línea existente en Phuzumoya. Esta línea, inaugurada en 1978, dio a Esuatini acceso ferroviario a Durban y Richards Bay. En 1986 se inauguró el enlace norte, de Komatipoort a Mpaka, que ofrecía una ruta más corta para el tráfico desde Phalaborwa y Lowveld hasta Richards Bay.
El principal aeropuerto del país es el Aeropuerto Internacional Rey Mswati III, con una pista de 3.600 m. El otro aeropuerto pavimentado es el de Matsapha.

## Demografía
El 84.3 % de la población es suazi, y otro 10 % es zulú, en ambos casos se trata de bantúes, lo que implica un país étnicamente muy homogéneo. La población de Esuatini es de 1 113 276 según la estimación de julio de 2021 del World Factbook de la CIA . El censo de 2007 situó la población del país en 912 229. Este número es más bajo que el censo de 1997, que dio 929.718 habitantes. Se cree que la diferencia es el resultado de la emigración masiva de suazis a Sudáfrica en busca de subsistencia y de trabajo La minoría europea se concentra básicamente en las ciudades, también hay un número de refugiados mozambiqueños.
Tradicionalmente los bantúes han tenido una economía de subsistencia, cultivando y criando sus propios animales para consumo. Algunos trabajan en las minas de Sudáfrica.
Los idiomas oficiales son el swati o suazi (una lengua bantú) y el inglés. Los asuntos gubernamentales y el comercio son llevados adelante en inglés en su gran mayoría. Existe también un reducido número de hablantes de afrikáans.
La población estimada de Suazilandia según The World Bank en 2019 era de 1 148 130 habitantes. La capital administrativa y ciudad más importante es Mbabane (que tiene una población de 73 000 habitantes). Lobamba es la capital real y legislativa de Suazilandia. Manzini es la ciudad más poblada del país: su área metropolitana supera los 100 000 habitantes. Siteki es otra de las grandes urbes, y es la capital de uno de los cuatro distritos en que se organiza el país.
Una buena parte de las tierras está en posesión de los europeos o de compañías extranjeras, pero aproximadamente el 55 % lo posee en depósito el rey para que sean utilizadas de forma exclusiva por los suazis.
En 2000, 216 977 niños asistieron a las escuelas primarias y 60 830 estaban inscritos en los institutos de enseñanza secundaria. La Universidad de Esuatini (1964) se encuentra en Kwaluseni.
La población rural de Suazilandia supone el 73 % (2002), y el país presenta una tasa de crecimiento demográfico del 0.55 %, cifra muy variable debido al VIH/sida. Las presiones que genera la población rural se dejan sentir en los recursos edafológicos. La creciente demanda de tierra cultivable y el exceso de pastoreo en las tierras comunales conducen a la erosión del suelo. La erosión y las deficientes prácticas en la eliminación de aguas residuales contribuyen a aumentar las ya elevadas tasas de enfermedades transmitidas por el agua. Solo el 59 % (1990-1998) de la población tiene acceso a unas adecuadas instalaciones sanitarias, y el 50 % al agua potable segura.
El 30 % de su población padece de VIH/sida y esto, unido a la alta tasa de infección que tiene el virus en este país, hace que en Suazilandia la esperanza de vida sea muy baja, tan solo cincuenta años.

### Religión
El cristianismo es la religión predominante en Esuatini, siendo las más importantes denominaciones diversos grupos protestantes.
La Constitución del Reino, que entró en vigor el 8 de febrero de 2006, establece la libertad de culto y el Gobierno respeta en general la libertad religiosa.
Las estadísticas sobre adhesión religiosa varían según la fuente.
Según el informe sobre libertad religiosa del Departamento de Estado de EE UU de 2022, los líderes religiosos locales estiman que el 90% de la población de Esuatini es cristiana (incluidos 20% de cristianos católicos), el 2% es musulmana, mientras que menos del 10% pertenece a otros grupos religiosos.
Según el CIA World Factbook, en 2020 la distribución era 40% Cristianos de diversas denominaciones que incluyen una mezcla de cristianismo y religiones tradicionales africanas, 20% católicos, otros cristianos (incluyendo anglicanos, metodistas, mormones, testigos de Jehová) 30%, 2% musulmana y 8% otras religiones (incluyendo baháʼí, budista, hindú, indígena, judía).
Según Pew Research, en 2012, más del 88% del total de 1,2 millones de habitantes de Esuatini expresaron que el cristianismo era su fe, mientras que más del 0,2% no expresaron ninguna afiliación.
Las iglesias anglicanas, protestantes y autóctonas africanas, incluida la sionista africana, y los católicos constituyen la mayoría de los cristianos del país. El 18 de julio de 2012, Ellinah Wamukoya fue elegida obispa anglicana de Esuatini; el 17 de noviembre de 2012 se convirtió en la primera mujer consagrada 'obispo' en África.
El rey de Esuatini, Mswati II, invitó a misioneros cristianos metodistas a su reino en 1825. La primera iglesia que se estableció en el país fue la Misión Metodista Wesleyana, que se estableció en Mahamba en 1844. Las misiones cristianas fracasaron en gran medida hasta 1881, y tuvieron pocas conversiones en su haber. Una mayor presencia de misioneros comenzó en 1881, cuando miembros de la Sociedad Unida llegaron para establecer la presencia de la Iglesia de Inglaterra. Los luteranos llegaron en 1887 procedentes de Alemania, y los metodistas reanudaron sus esfuerzos en 1895 a partir de sus misiones cristianas en Sudáfrica.
Una iglesia de estilo gótico, construida en 1912, sigue en pie en Mahamba, y es el lugar de culto más antiguo que existe en el país. En el país hay una gran presencia católica, que incluye iglesias, escuelas y otras infraestructuras. El país forma una única diócesis: la diócesis de Manzini. En las zonas rurales predominan las iglesias sionistas, que mezclan el cristianismo y el culto ancestral indígena, y que se desarrollaron a principios del siglo XIX. Las festividades cristianas, como el Viernes Santo, Navidad y el Día de la Ascensión, forman parte del calendario festivo nacional.

### Educación
La educación en Esuatini incluye preescolar, primaria, secundaria y bachillerato, para educación y formación general (GET), y universidades y escuelas superiores de nivel terciario.
La educación preescolar suele ser para niños de cinco años o menos. La educación primaria comienza a los siete años, al término de la cual los alumnos se presentan al examen externo del certificado de estudios primarios. A la escuela primaria le sigue el primer ciclo de secundaria, que dura tres años. Los dos últimos años de secundaria conducen a la formación preuniversitaria. El último examen escolar es el Certificado General de Educación de Suazilandia (SGCSE) o el Certificado General Internacional de Educación (IGCSE). Algunas escuelas ofrecen el AS y el A-levels o el Bachillerato Internacional.
La educación terciaria en Esuatini incluye universidades, escuelas técnicas y de formación profesional, escuelas de magisterio y enfermería y escuelas de comercio, situadas en varias ciudades del país, con la mayor concentración en el corredor Manzini-Mbabane. La Universidad de Esuatini es la universidad nacional, y la única institución que ofrece nivel de investigación y posgrado en el país. Muchos estudiantes se matriculan en universidades e institutos de países vecinos como Sudáfrica.
La Iniciativa para la Medición de los Derechos Humanos (HRMI, por sus siglas en inglés) considera que Esuatini sólo cumple el 55,7% de lo que debería cumplir en cuanto al derecho a la educación en función del nivel de renta del país. La HRMI desglosa el derecho a la educación teniendo en cuenta tanto el derecho a la educación primaria como a la secundaria. Teniendo en cuenta el nivel de renta de Esuatini, el país alcanza el 67,4% de lo que debería ser posible en función de sus recursos (renta) para la enseñanza primaria, pero sólo el 44,1% para la secundaria.
La Universidad de Esuatini, la Southern African Nazarene University y la Swaziland Christian University son las instituciones que ofrecen educación universitaria en el país. En Sidvwashini, un suburbio de Mbabane, la capital, hay un campus de la Universidad Limkokwing de Tecnología Creativa. Hay algunas facultades de magisterio y auxiliares de enfermería en todo el país. El Ngwane Teacher's College y el William Pitcher College son las escuelas de magisterio del país. El Hospital del Buen Pastor de Siteki alberga la Escuela de Auxiliares de Enfermería.
La Universidad de Suazilandia es la universidad nacional, creada en 1982 por ley parlamentaria, con sede en Kwaluseni y dos campus más en Mbabane y Luyengo. La Universidad Nazarena de África Austral (SANU) se creó en 2010 como fusión de la Escuela Nazarena de Enfermería, la Escuela de Teología y la Escuela Nazarena de Magisterio. Se encuentra en Manzini, junto al Raleigh Fitkin Memorial Hospital. La Swaziland Christian University es la universidad más reciente de Suazilandia, creada en 2012 y centrada en la educación médica. La universidad se encuentra en Mbabane. El campus de la Limkokwing University se inauguró en Esuatini en 2012 y se encuentra en Sidvwashini, Mbabane.
El principal centro de formación técnica de Esuatini es la Escuela Superior de Tecnología de Suazilandia o Swaziland College of Technology, que está previsto que se convierta en una universidad. Su objetivo es proporcionar y facilitar formación y aprendizaje de alta calidad en tecnología y estudios empresariales en colaboración con los sectores comercial, industrial y público. Otras instituciones técnicas y de formación profesional son el Instituto de Formación Profesional y Comercial de Gwamile (Gwamile Vocational and Commercial Training Institute), situado en Matsapha, y el Manzini Industrial and Training Centre (MITC), en Manzini. Otras instituciones de formación profesional son el Centro de Formación de Habilidades Agrícolas de Nhlangano y el Centro de Formación Industrial de Siteki.
Además de estas instituciones, Esuatini cuenta con el Instituto Suazilandés de Gestión y Administración Pública (SIMPA) y el Instituto de Gestión del Desarrollo (IDM). El SIMPA es un instituto gubernamental de gestión y desarrollo y el IDM es una organización regional de Botsuana, Lesoto y Esuatini que ofrece formación, consultoría e investigación en materia de gestión. El centro de gestión Mananga se creó como Centro de Gestión Agrícola Mananga en 1972 como Centro Internacional de Desarrollo de la Gestión, destinado a mandos intermedios y superiores, y está situado en Ezulwini.

### Salud
Con una prevalencia del VIH del 27% y unos sistemas sanitarios deficientes, la tasa de mortalidad materna es de 389/100.000 nacidos vivos y la tasa de mortalidad de menores de 5 años es de 70,4/1.000 nacidos vivos, lo que se traduce en una esperanza de vida que sigue siendo una de las más bajas del mundo. A pesar de la importante ayuda internacional, el gobierno no financia adecuadamente el sector sanitario. 
Las enfermeras se manifiestan una y otra vez por las malas condiciones de trabajo y el desabastecimiento de medicamentos, todo lo cual perjudica la calidad de la sanidad. A pesar de que la tuberculosis y el sida son las principales causas de muerte, la diabetes y otras enfermedades no transmisibles van en aumento. La atención sanitaria primaria es relativamente gratuita en Suazilandia, salvo por su escasa calidad para satisfacer las necesidades de la población. Los accidentes de tráfico han aumentado con los años y constituyen una parte importante de las muertes en el país.
Además, la tuberculosis sigue siendo un problema importante. El cambio se ha producido hacia cepas multirresistentes. La tuberculosis tiene una tasa de mortalidad del 18% y el 83% de los casos están coinfectados por el VIH. Cada año se diagnostican unos 14.000 nuevos casos de tuberculosis.
Según la Iniciativa para la Medición de los Derechos Humanos, Suazilandia cumple el 74,1% de lo que debería cumplir en cuanto al derecho a la salud en función de su nivel de ingresos. En cuanto al derecho a la salud de los niños, Suazilandia cumple el 85,5% de lo que se espera en función de sus ingresos actuales. En cuanto al derecho a la salud de la población adulta, el país sólo alcanza el 52,8% de lo esperado en función de su nivel de ingresos. Suazilandia se encuentra en la categoría "mala" en la evaluación del derecho a la salud reproductiva, ya que el país sólo cumple el 84,2% de lo que se espera que alcance en función de los recursos (ingresos) de que dispone.
El cambio mundial hacia más enfermedades no transmisibles no perdona a Suazilandia. Sin embargo, la investigación sobre las enfermedades mentales en el país es escasa; los niveles crecientes de pobreza, violencia sexual, VIH/sida y abuso de alcohol y cannabis están muy asociados a los problemas de salud mental. La falta de políticas, las deficientes instalaciones y el escaso personal. contribuyen a la escasa concienciación y es una preocupación que pronto estallará como crisis de población y carga de enfermedad en el país.
Suazilandia no cuenta con una infraestructura de salud mental expansiva. La mayor parte de la asistencia sanitaria está centralizada en las ciudades, donde sólo vive aproximadamente el 20% de la población. Aunque recientemente puede haber habido incorporaciones, en 2011 había un psiquiatra en el Hospital Psiquiátrico Nacional de Referencia y en el país. Por poco práctico que sea, atendían a pacientes hospitalizados, presos, niños y pacientes ambulatorios.
Dada la situación sanitaria general de Suazilandia, muchas organizaciones no gubernamentales orientadas a la salud, programas universitarios y otras organizaciones trabajan en el país en proyectos de investigación y servicios relacionados con la salud, la salud mental permanece en la periferia. A pesar de todos estos aspectos negativos, sólo hay una organización que trabaje en la concienciación y promoción de la salud mental en el país.
Suazilandia ha avanzado mucho en la lucha contra el VIH/Sida. De ser el país con mayor prevalencia e incidencia a finales de la década de 2000, con la mitad de las mujeres en edad reproductiva infectadas, ha pasado a ser un modelo de control del VIH en el mundo. La urgencia  y la ayuda internacional hacen que esté en primera línea en la lucha contra la epidemia.
El primer caso de VIH en Suazilandia se registró en 1986, aproximadamente 26 años después del primer caso conocido en el mundo. Unas dos décadas más tarde, se informó de que era la mayor causa de muerte, con un 64% del total de fallecimientos en el país. En 2003, el gobierno de Suazilandia declaró el VIH/sida crisis nacional, con un 38,8% de las mujeres embarazadas sometidas a pruebas infectadas por el VIH (véase sida en África). El primer ministro Themba Dlamini declaró una crisis humanitaria debido al efecto combinado de la sequía, la degradación de la tierra, el aumento de la pobreza y el VIH/sida. 
En 2003 se creó NERCHA para coordinar la acción contra la enfermedad. En 2010 se publicaron directrices de atención al VIH, revisadas en 2015 y, más recientemente, en 2018, para mejorar los modelos de atención y adaptarse a los nuevos avances en la lucha contra el VIH/sida. Un estudio SHIMS 2 de 2016. constató un descenso significativo de la prevalencia del VIH en comparación con el SHIMS 1 de 2012. Esuatini registra hoy en día la incidencia y las muertes relacionadas más bajas de la región. La cobertura universal de la terapia antirretrovírica y el amplio alcance dirigido a las poblaciones de difícil acceso para el HTC son responsables del éxito del país hacia el objetivo 90/90/90 2020 de ONUSIDA de acabar con el VIH.

## Cultura

### Hogar y poligamia
La principal unidad social suazi es el hogar, una choza tradicional con forma de colmena y cubierta de hierba seca. En un hogar polígamo, cada esposa tiene su propia choza y patio rodeado de vallas de juncos. Hay tres estructuras para dormir, cocinar y almacenar (elaborar cerveza). Las granjas más grandes también tienen estructuras que se utilizan como habitaciones para solteros y huéspedes. El núcleo de la granja tradicional es el establo, una zona circular rodeada de grandes troncos entre los que se intercalan ramas. 
El establo tiene un significado ritual y práctico como depósito de riqueza y símbolo de prestigio. Contiene pozos de grano sellados. Frente al establo se encuentra la gran cabaña ocupada por la madre del jefe. El jefe de la aldea es el responsable de todos los asuntos de la aldea y suele ser polígamo. Predica con el ejemplo y asesora a sus esposas en todos los asuntos sociales del hogar, además de velar por el bienestar de la familia. También pasa tiempo socializando con los jóvenes, que suelen ser sus hijos o parientes cercanos, aconsejándoles sobre las expectativas del crecimiento y la edad adulta.
Al 2024 el rey de Suazilandia contaba con 15 esposas y estaba comprometido con la sexadécima.  El antiguo rey, su padre, acumuló 70.

### Brujería
El sangoma es un adivino tradicional elegido por los antepasados de la familia. La formación del sangoma se denomina "kwetfwasa". Al final de la formación, se celebra una ceremonia de graduación en la que todos los sangoma locales se reúnen para festejar y bailar. Se consulta al adivino para diversos fines, como determinar la causa de una enfermedad o incluso de la muerte. Su diagnóstico se basa en el "kubhula", un proceso de comunicación, a través del ''trance'', con los ''superpoderes naturales''. El inyanga (especialista médico y farmacéutico en términos occidentales) posee la habilidad de lanzar huesos ("kushaya ematsambo"), utilizada para determinar la causa de la enfermedad.

Bailarines tradicionales de Esuatini

El acontecimiento cultural más importante de Esuatini es la ceremonia del Incwala, que se celebra el cuarto día después de la luna llena más cercana al día más largo, el 21 de diciembre. Incwala suele traducirse al español como "ceremonia de las primicias", pero la degustación de la nueva cosecha por parte del rey es sólo un aspecto entre otros muchos de este largo desfile. La mejor traducción de incwala es "ceremonia de la realeza": cuando no hay rey, no hay incwala. Es un delito que cualquier otra persona celebre un incwala. Todos los suazis pueden participar en las partes públicas del incwala. El punto culminante del acontecimiento es el cuarto día del Gran Incwala. Las figuras clave son el rey, la reina madre, las esposas e hijos reales, los gobernadores reales (indunas), los jefes, los regimientos y los "bemanti" o "gente del agua".
El acontecimiento cultural más conocido de Esuatini es la danza anual del junco de Umhlanga. En esta ceremonia de ocho días de duración, las muchachas cortan juncos, se los presentan a la Reina Madre y luego bailan con los pechos descubiertos. Se celebra a finales de agosto o principios de septiembre. Sólo pueden participar muchachas solteras y sin hijos. Los objetivos de la ceremonia son preservar la castidad de las niñas, proporcionar trabajo de tributo a la Reina Madre y fomentar la solidaridad trabajando juntas.

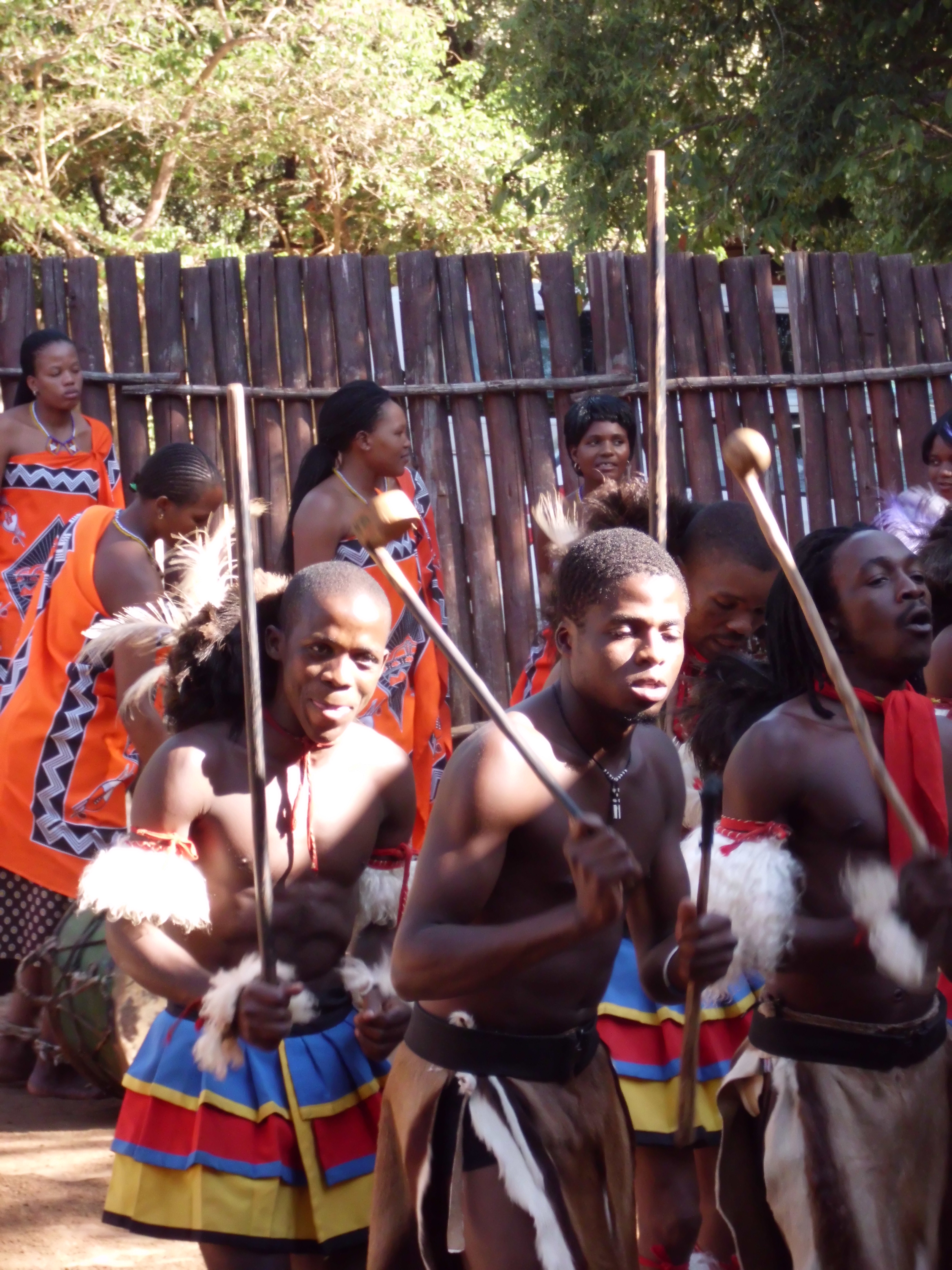
jóvenes vestidos con trajes típicos de Esuatini

La familia real nombra a una doncella plebeya "induna" (capitana) de las niñas y anuncia por radio las fechas de la ceremonia anual. Se espera que la induna elegida sea una bailarina experta y conocedora del protocolo real. Una de las hijas del rey actúa como su homóloga durante la ceremonia. La danza del junco actual no es una ceremonia antigua, sino un desarrollo de la antigua costumbre "umchwasho". En el "umchwasho", todas las jóvenes eran colocadas en un regimiento femenino por edades. Si alguna quedaba embarazada fuera del matrimonio, su familia pagaba una multa de una vaca al jefe local. Al cabo de varios años, cuando las muchachas alcanzaban la edad núbil, realizaban un servicio laboral para la reina madre, que terminaba con bailes y fiestas. El país estuvo bajo el rito del "umchwasho" hasta 2005.

### Artesanías
Esuatini también es conocida por su fuerte presencia en la industria artesanal. Las empresas artesanales formalizadas de Esuatini emplean a más de 2.500 personas, muchas de las cuales son mujeres. Los productos son únicos y reflejan la cultura de Esuatini, desde artículos para el hogar hasta decoraciones artísticas, pasando por complejas obras de arte en vidrio, piedra o madera.

## Lenguas
- - Oficiales
    - Inglés (en uso oficial dentro del gobierno)
    - Siswati o Idioma suazi

  - No oficiales
    - Idioma zulú
    - Idioma xhosa
    - Idioma ndebele
    - Portugués (usado por una minoría de origen mozambiqueño)
    - Afrikáans (hablado por una minoría de la población blanca residente en el país).

## Medios de comunicación

### Prensa
- The Nation: fundado en 1997, es una revista mensual e independiente de noticias.
- The Swazi News: semanario en inglés fundado en 1983. Tiene una tirada de 18 000 ejemplares.
- Eswatini Observer: propiedad del Estado.
- Swaziview: revista mensual de temas de interés general. Tirada de 3500 ejemplares.
- The Times of Swaziland: fundado en 1897, se publica en inglés de lunes a viernes. Tiene también una edición mensual y una tirada de 18 000 ejemplares.
- Todos los periódicos y revistas de tirada nacional de Sudáfrica y Mozambique.

### Televisión
- Swaziland Television Authority 1: Generalista en inglés. Cadena fundada en 1978 y propiedad del Estado. Emite solamente 7 horas diarias en inglés de producción propia, el resto es producción externa (Estados Unidos, Sudáfrica, Reino Unido, Australia...).
- Swaziland Television Authority 2: Generalista en idioma suazi. Cadena fundada recientemente y propiedad del estado. Emite solamente 7 horas diarias en suazi de producción propia, el resto es producción externa en suazi (Sudáfrica, Lesoto y Mozambique).
- Todos los canales de TV de ámbito nacional de Sudáfrica y Mozambique.

### Radio
- Swaziland Broadcasting of Information Service 1: Generalista en inglés. Cadena fundada en 1966 y propiedad del Estado. Emite programación de producción propia, el resto es producción externa (Estados Unidos, Sudáfrica, Reino Unido, Australia, etc.). En un principio era en inglés y suazi, actualmente sólo emite en inglés.
- Swaziland Broadcasting of Information Service 2: Generalista en idioma suazi. Cadena fundada recientemente y propiedad del estado. Emite programación de producción propia, el resto es producción externa en suazi (Sudáfrica, Lesoto y Mozambique)
- Swaziland Commercial Radio (Pty) Ltd: Emisora comercial de propiedad privada. Emite en el Sur de África en inglés y portugués, programas musicales y religiosos.
- Trans World Radio: Fundada en 1974. Tiene cinco estaciones desde las que emite en 30 lenguas al sur, centro, este y oeste de África.
- Todas las emisoras de radio de ámbito nacional de Sudáfrica y Mozambique.

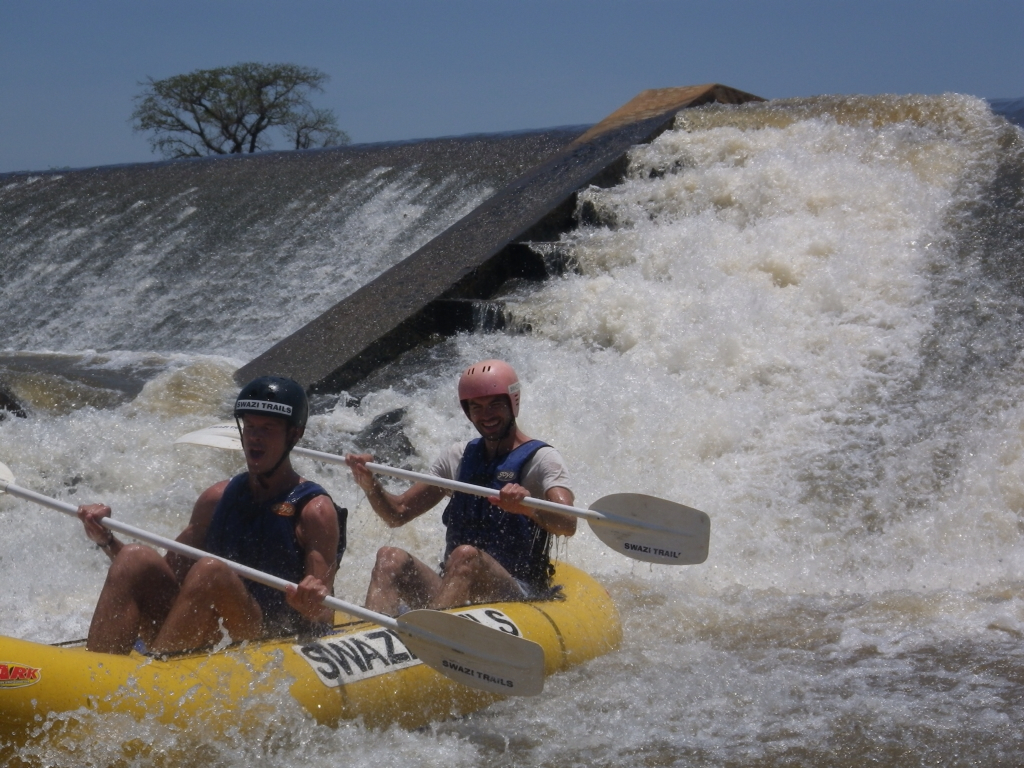
El descenso de ríos o balsismo, conocido mundialmente como rafting es uno de los deportes practicados en Esuatini

## Deportes
La Selección de fútbol de Suazilandia es controlada por la Asociación Nacional de Fútbol de Suazilandia y adscrita a la CAF y a la FIFA. Nunca se ha clasificado a la Copa Mundial de Fútbol ni a la Copa Africana de Naciones. Dentro del país, existe la Premier League de Suazilandia, que fue fundada en 1976 y el equipo más ganador es el Mbabane Highlanders con 13 títulos.[cita requerida]
Suazilandia participó por primera vez en unos Juegos Olímpicos en 1972. Ausente de los dos Juegos siguientes, volvió a los Juegos Olímpicos de Los Ángeles 1984 y ha participado en todos los Juegos desde entonces. Su única participación en los Juegos Olímpicos de Invierno fue en 1992. No han ganado medalla alguna.
Suazilandia está representada por la Asociación de Juegos Olímpicos y de la Mancomunidad de Esuatini (antes Asociación de Juegos Olímpicos y de la Commonwealth de Suazilandia) desde 1972.

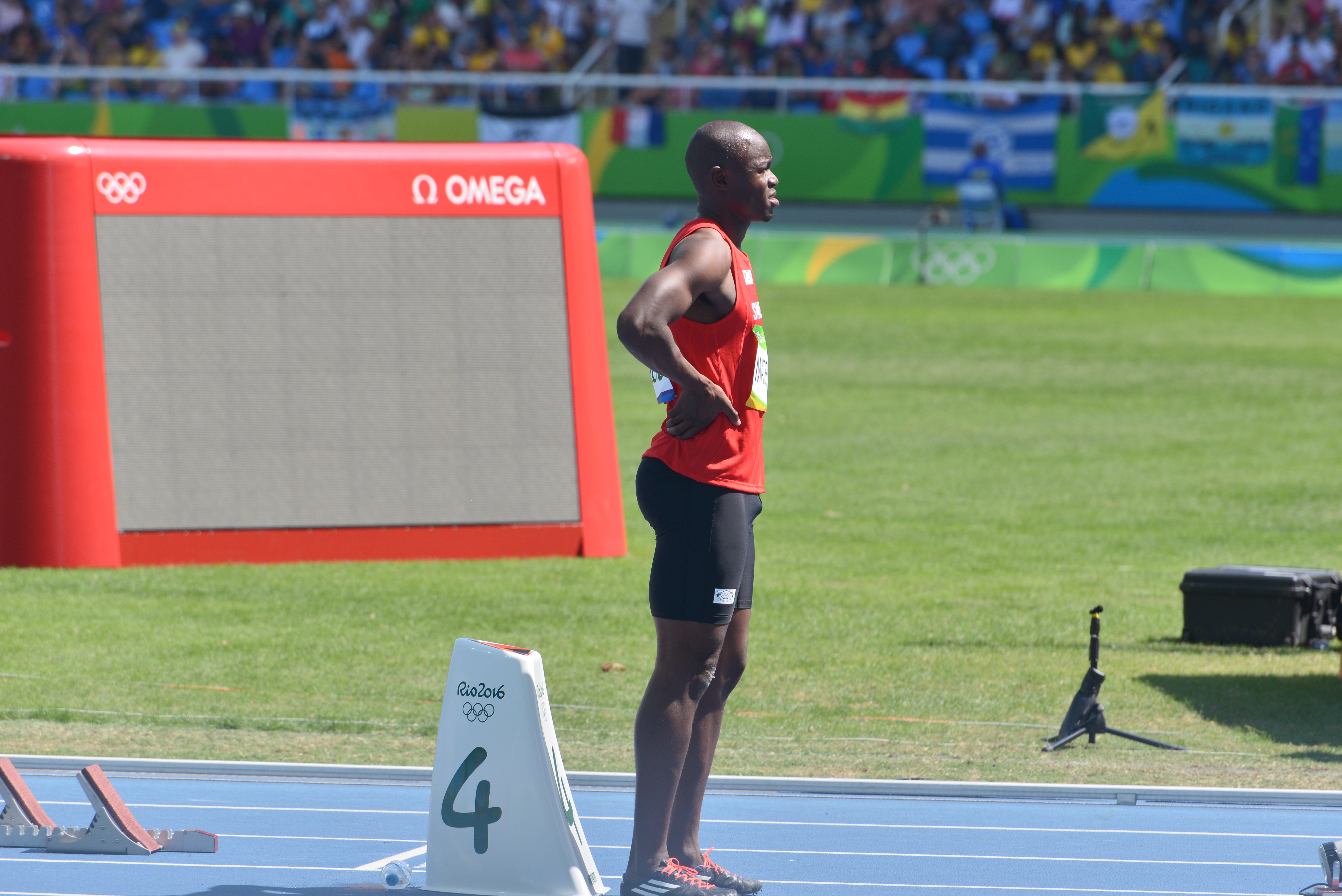
Sibusiso Matsenjwa en los Juegos Olímpicos de Río de Janeiro 2016

Suazilandia ha competido en trece Juegos de la Mancomunidad, siendo su primera asistencia en 1970. Ha ganado cuatro medallas, tres en boxeo y una en atletismo. Su primera medalla fue una de bronce en la maratón masculina, ganada por Richard Mabuza en 1974.
El debut olímpico de Suazilandia tuvo lugar en Múnich en 1972. Un atleta y un tirador formaron el primer equipo olímpico del país. El tirador Philip Serjeant fue el primer olímpico el 27 de agosto de 1972. El país siguió los llamamientos al boicot de los países africanos y Estados Unidos y se mantuvo al margen de los Juegos de Montreal en 1976 y de Moscú en 1980.
Suazilandia volvió a estar representada en los Juegos Olímpicos de Los Ángeles 1984. Se enviaron atletas del país a todos los Juegos de Verano posteriores, pero no tuvieron éxito. En 1984, los atletas compitieron por primera vez en boxeo, natación y halterofilia. La nadadora Daniela Menegon fue la primera mujer del país en competir en los Juegos Olímpicos de Atlanta en 1996. Una atleta de taekwondo compitió en Sídney en 2000.
En los Juegos de Invierno de 1992 en Albertville, un atleta de deportes de invierno de Suazilandia participó por primera vez en esquí alpino.